# ريتشارد بوير
ريتشارد بوير (بالإنجليزية: Richard Boyer)‏ هو عسكري أسترالي، ولد في 24 أغسطس 1891 في تاري في أستراليا، وتوفي في 5 يونيو 1961 في Wahroonga ‏ في أستراليا.